# مونتغمري (لويزيانا)
مونتغمري (بالإنجليزية: Montgomery, Louisiana)‏ هي بلدة أمريكية تقع في الولايات المتحدة في لويزيانا. يقدر عدد سكانها بـ 787 نسمة .

## التركيبة السكانية
حدّد مكتب تعداد الولايات المتحدة بيانات التركيبة السكانية لمونتغمري في تعداد الولايات المتحدة. في ما يلي، التركيبة السكانية حسب تعدادي 2000 و2010.

### تعداد عام 2000
بلغ عدد سكان مونتغمري 787 نسمة بحسب تعداد عام 2000، وبلغ عدد الأسر 332 أسرة وعدد العائلات 210 عائلة مقيمة في البلدة. في حين سجلت الكثافة السكانية 146.8 نسمة لكل كيلومتر مربع (380.2/ميل2). وبلغ عدد الوحدات السكنية 395 وحدة بمتوسط كثافة قدره 73.7 لكل كيلومتر مربع (190.9/ميل2).
وتوزع التركيب العرقي للبلدة بنسبة 77% من البيض و20.33% من الأمريكيين الأفارقة و0.25% من الأمريكيين الأصليين و0.13% من الأعراق الأخرى و2.29% من عرقين مختلطين أو أكثر و0.38% من الهسبانيون أو اللاتينيون من أي عرق.
بلغ عدد الأسر 332 أسرة كانت نسبة 34.3% منها لديها أطفال تحت سن الثامنة عشر تعيش معهم، وبلغت نسبة الأزواج القاطنين مع بعضهم البعض 44.9% من أصل المجموع الكلي للأسر، ونسبة 14.2% من الأسر كان لديها معيلات من الإناث دون وجود شريك،  بينما كانت نسبة 4.2% من الأسر لديها معيلون من الذكور دون وجود شريكة وكانت نسبة 36.7% من غير العائلات. تألفت نسبة 32.5% من أصل جميع الأسر من عدة أفراد يعيشون في نفس المنزل ونسبة 18.1% كانت تتألف من شخص يعيش بمفرده يبلغ من العمر 65 عاماً أو أكثر. وبلغ متوسط حجم الأسرة المعيشية 2.37، أما متوسط حجم العائلات فبلغ 3.03.
بلغ العمر الوسطي للسكان 37.6 عاماً. وكانت نسبة 26.9% من القاطنين تحت سن الثامنة عشر، وكانت نسبة 8.5% بين الثامنة عشر والرابعة والعشرين عاماً، ونسبة 25.2% كانت واقعةً في الفئة العمرية ما بين الخامسة والعشرين والرابعة والأربعين عاماً، ونسبة 21.3% كانت ما بين الخامسة والأربعين والرابعة والستين، ونسبة 18% كانت ضمن فئة الخامسة والستين عاماً فما فوق. يوجد لكل 100 أنثى 98.2 ذكر، ويوجد لكل 100 أنثى في الثامنة عشر من عمرها فما فوق 90.4 ذكر.
بلغ متوسط دخل الأسرة في البلدة 18,462 دولارًا، أما متوسط دخل العائلة فبلغ 23,558 دولارًا. وكان متوسط دخل الذكور 28,125 دولارًا مقابل 17,083 دولارًا للإناث. وسجل دخل الفرد الخاص بالبلدة 11,533 دولارًا. وكانت نسبة 34% من العائلات ونسبة 39.6% من السكان تحت خط الفقر، وكان من هؤلاء نسبة 50.2% تحت سن الثامنة عشر ونسبة 32.3% في الخامسة والستين من العمر وما فوق.

### تعداد عام 2010
بلغ عدد سكان مونتغمري 730 نسمة بحسب تعداد عام 2010، وبلغ عدد الأسر 306 أسرة وعدد العائلات 198 عائلة مقيمة في البلدة. في حين سجلت الكثافة السكانية 136.2 نسمة لكل كيلومتر مربع (352.8/ميل2). وبلغ عدد الوحدات السكنية 391 وحدة بمتوسط كثافة قدره 72.9 لكل كيلومتر مربع (188.8/ميل2).
وتوزع التركيب العرقي للبلدة بنسبة 78.90% من البيض و18.22% من الأمريكيين الأفارقة و0.41% من الأمريكيين الأصليين و2.47% من عرقين مختلطين أو أكثر و1.10% من الهسبانيون أو اللاتينيون من أي عرق.
بلغ عدد الأسر 306 أسرة كانت نسبة 34% منها لديها أطفال تحت سن الثامنة عشر تعيش معهم، وبلغت نسبة الأزواج القاطنين مع بعضهم البعض 41.5% من أصل المجموع الكلي للأسر، ونسبة 18.6% من الأسر كان لديها معيلات من الإناث دون وجود شريك،  بينما كانت نسبة 4.6% من الأسر لديها معيلون من الذكور دون وجود شريكة وكانت نسبة 35.3% من غير العائلات. تألفت نسبة 29.4% من أصل جميع الأسر من عدة أفراد يعيشون في نفس المنزل ونسبة 15% كانت تتألف من شخص يعيش بمفرده يبلغ من العمر 65 عاماً أو أكثر. وبلغ متوسط حجم الأسرة المعيشية 2.39، أما متوسط حجم العائلات فبلغ 2.91.
بلغ العمر الوسطي للسكان 39.6 عاماً. وكانت نسبة 24.2% من القاطنين تحت سن الثامنة عشر، وكانت نسبة 9% بين الثامنة عشر والرابعة والعشرين عاماً، ونسبة 24% كانت واقعةً في الفئة العمرية ما بين الخامسة والعشرين والرابعة والأربعين عاماً، ونسبة 25.2% كانت ما بين الخامسة والأربعين والرابعة والستين، ونسبة 17.5% كانت ضمن فئة الخامسة والستين عاماً فما فوق. وتوزع التركيب الجنسي للسكان بنسبة 48.1% ذكور و51.9% إناث.